# البشير الصيد

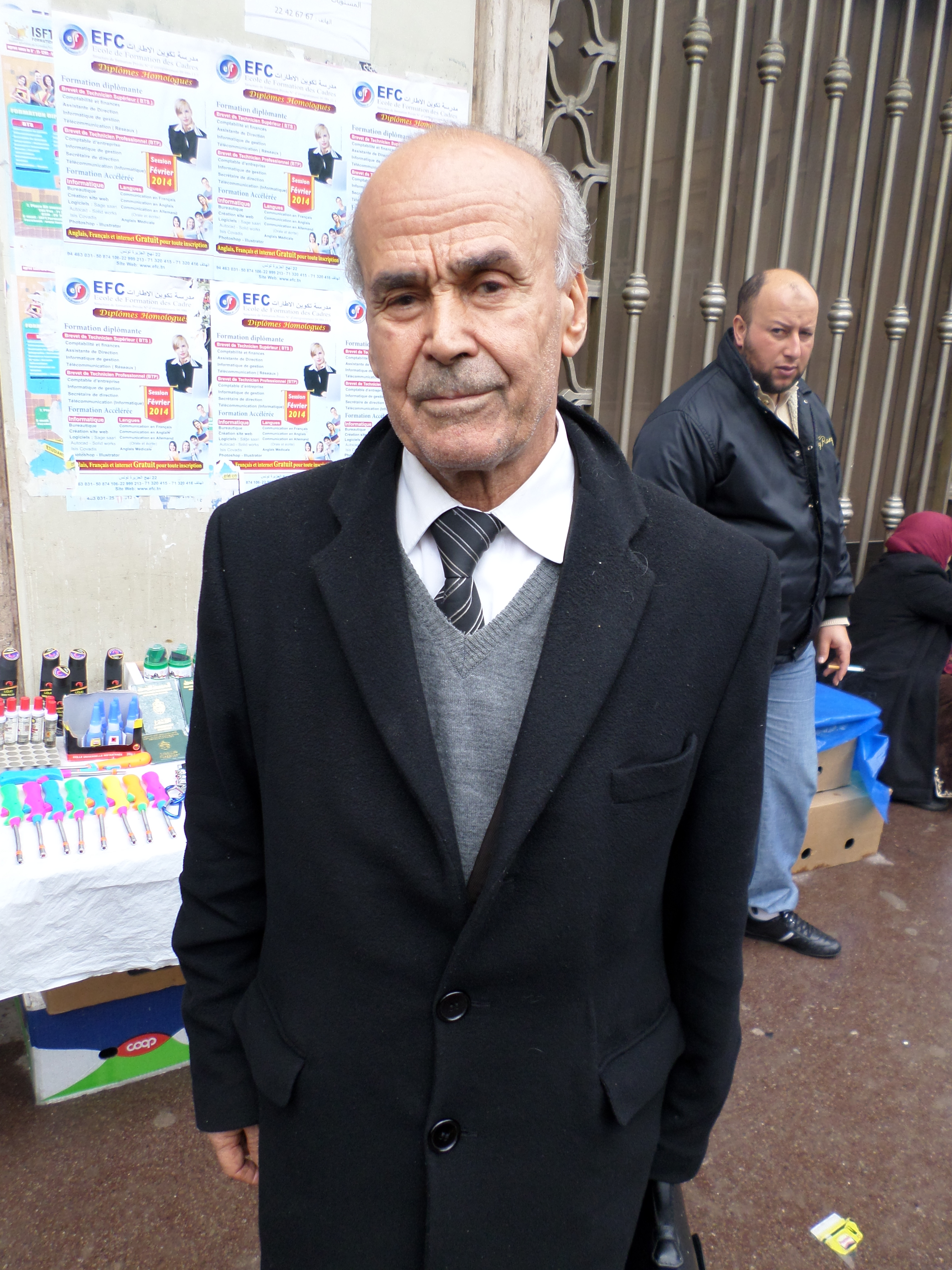
البشير الصيد في مارس 2014

البشير الصيد (من مواليد عام 1942)، محام وعميد سابق للمحامين التونسيين وسياسي تونسي معارض، أسس في بداية الثمانينات من القرن الماضي حزبًا معارضًا للنظام البورقيبي تحت اسم التجمع القومي العربي، وكان ذلك من بين أسباب اعتقاله وسجنه مرة في عهد الحبيب بورقيبة (1984) ومرة ثانية في عهد الرئيس زين العابدين بن علي (1989) بعد أن تعرض قبل ذلك بسنة لمحاولة اغتيال في مكتبه.

## التحصيل الأكاديمي
أحرز البشير الصيد على الأستاذية في الحقوق من جامعة تونس بملاحظة حسن ونال الجائزة الأولى.
- اجتاز مناظرة القضاء ونال المرتبة الأولى.
- تحصل على الرتبة الأولى لشهادة الكفاءة لمهنة المحاماة
- تحصل على شهادة التخرج من المعهد الأعلى للقضاء اللبناني إذ أرسل في بعثة لوزارة العدل التونسية في إطار التبادل القضائي بين البلدين حيث قضى سنتين في دورة تدريبية لدى القضاء اللبناني.
- أمضى ست سنوات في القضاء التونسي.

## مسؤولياته في سلك القضاء
- انتخب البشير الصيد عضوا بالمجلس الأعلى للقضاء في دورتين ممثلا للقضاء وعضوا بمجلس تأديب القضاة.
- أسس بمعية مجموعة من القضاة جمعية القضاة الشبان وانتخب أمينا عاما لها وذلك في دورتين. وهي الجمعية التي طرحت أول مرة الدفاع عن استقلال القضاء وخاض خلالها مفاوضات مضنية مع السلطة السياسية في تونس.
- قدم للحكومة التونسية مشروعا متكاملا لإصلاح القضاء مما أسفر عن جملة من الإصلاحات من بينها الترفيع في مرتبات القضاة وإسناد منح المسؤوليات لقضاة التحقيق ورؤساء الدوائر ومعادلة الخطط السامية للقضاة مثل الوكيل العام للجمهورية ومدير المصالح العدلية والرئيس الأول لمحكمة التعقيب (محكمة النقض والإبرام أو محكمة التمييز) بامتيازات كاتب دولة (بمثابة نائب وزير) ورؤساء المحاكم بمدير إدارة.
- نظم إضرابا احتجاجيا لأول مرة في تاريخ القضاء التونسي للمطالبة بتحسين أوضاع القضاء ودعم استقلاله.
- استقال من سلك القضاء سنة 1973.
- دعم تأسيس جمعية المحامين الشبان عندما كان قاضيا، حيث اتصل به آنذاك كل من الأساتذة عبد الرحمان الهيلة وعبد الوهاب الداودي ومنذر وناس لكي يفيدهم بتجربته في تأسيس الجمعية حيث مكنهم من القانون الأساسي لجمعية القضاة الشبان ليستعملوا ما يفيدهم منه في تأسيس جمعية المحامين الشبان.

## المحاماة والنشاط الحقوقي
- بعد استقالته من سلك القضاء التحق الأستاذ البشير الصيد بسلك المحاماة للاهتمام بشؤونها والدفاع عنها.
- عمل داخل قطاع المحاماة بمعية ثلة من زملائه من أجل إيجاد تيار مستقل يدافع عن المحامين ومطالبهم المهنية ويحسن أوضاعهم ماديا وأدبيا. ويكون صمام أمان لاستقلالية المهنة.
- دافع عن كل المحامين الذين تعلقت بهم قضايا سياسية أو غيرها.
- رافع عن قضايا الحركة وعن كل السياسيين والحقوقيين الذين وقعت محاكمتهم وذلك من مختلف الاتجاهات السياسية دون استثناء وذلك منذ سنة 1973، حيث رافع من ذلك التاريخ عن القضايا التالية :
  - قضية تنظيم العامل التونسي سنة 1973.
  - قضية منظمة الاتحاد العام التونسي للشغل سنة 1978.
  - قضية عملية قفصة سنة 1980.
  - قضية الإسلاميين.
  - قضية تنظيم حزب العمال الشيوعي التونسي.
  - قضية حزب حركة الوحدة الشعبية.
  - قضية الحزب الاشتراكي التقدمي (صار اسمه فيما بعد الحزب الديمقراطي التقدمي).

وعلى الصعيد النقابي :
- انتخب البشير الصيد عضوا بمجلس الهيئة الوطنية للمحامين بتونس في دورتها 1995/1998.
- انتخب عميدا (نقيبا) للمحامين في دورة 2001/2004.
- ثم أعيد انتخابه لنفس المنصب للدورة 2010/2007.

## نشاطه الجمعياتي المحلي والدولي
- يشغل عضوا بـالرابطة التونسية للدفاع عن حقوق الإنسان منذ تأسيسها.
- يشغل عضوا بـمنظمة العفو الدولية.
- يشغل عضوا بـالمنظمة العربية للدفاع عن حقوق الإنسان التي مقرها بفرنسا.
- يشغل عضوا بالهيئة المديرة لـالمنظمة الدولية لمناهضة القمع.
- يشغل عضوا مؤسسا لـمنظمة العدالة الدولية ومقرها بروكسيل.
- رئيس لجنة الدفاع عن العراق التي تضم كل الأحزاب والجمعيات التونسية.
- رئيس منظمة مناهضة التطبيع مع العدو الصهيوني.
- تم اختياره من بين 20 محام عربي للدفاع عن الرئيس صدام حسين بتوكيل من زوجته ساجدة خيرالله طلفاح.
- حضر محاكمة المواطنين الليبيين المتهمين في قضية لوكربي (عبد الباسط المقرحي والأمين خليفة فحيمة) بصفته عميدا (نقيبا) عن محامي المغرب العربي.
- رفع دعوة قضائية ضد إسرائيل على جرائمها التي ارتكبتها في عدوانها على غزة سلمها بنفسه شخصيا إلى مدعي عام المحكمة الجنائية الدولية بلاهاي.
- انتخب عضوا بالمكتب الدائم لـاتحاد المحامين العرب.
- ساهم في تأسيس اتحاد محامي المغرب العربي واختير أول أمين عام له.

## نضاله من أجل الحريات وحقوق الإنسان
سُجن الأستاذ البشير الصيد لأجل أفكاره ومبادئه ومن أجل دفاعه عن حرية التنظيم والتعبير والديمقراطية والتعددية مرات عديدة:
- سُجن سنة 1984 في أحداث الخبز عندما أعلن في تلك الأحداث أن الانتفاضة الشعبية مشروعة.
- تعرض عدة مرات إلى إيقافات وقتية ثم عمليات جلب إلى مراكز الأمن بحيث قضى ما يعادل سبع سنوات سجنا.
- تعرض لمحاولة اغتيال سنة 1988 إذ هوجم في مكتبه في العاصمة التونسية من طرف عناصر مسلحة بأسلحة بيضاء سددت له عدة طعنات في جسده ومنها نقل إلى المستشفى من طرف زملاء وأصدقاء له. وكان مهاجموه قد طالبوه بالكف عن الدفاع عن الحريات وحقوق الإنسان والابتعاد عن الحركة الديمقراطية.
- تعرض للمحاكمة سنة 1989 من أجل دفاعه عن الحريات العامة وحقوق الإنسان وحوكم بخمس سنوات ونصف سجنا.
- حجر عليه السفر لمدة خمسة عشر سنة لم يبارح خلالها البلاد التونسية مع حجز جواز سفره.
- حوصر مكتبه مرات متعددة ومنع حرفاؤه وأصدقاؤه من الزيارة كما لم تسلم عائلته من المضايقة والاعتداء.

## وصلات خارجية
- الموقع الرسمي لاتحاد الشغل
- صفحة الرابطة التونسية للدفاع عن حقوق الإنسان في موقع الشبكة العربية لمعلومات لمعلومات حقوق الإنسان